# Delphinium longibracteatum
Delphinium longibracteatum là một loài thực vật có hoa trong họ Mao lương. Loài này được (Boiss.) Munz mô tả khoa học đầu tiên năm 1967.